# Bob - Un maggiordomo tutto fare
Bob - Un maggiordomo tuttofare (Bob the Butler) è un film per la televisione del 2005 diretto da Gary Sinyor.
La storia narra di Bob, un uomo molto povero che è stato sempre licenziato. Ben presto però, diventerà un maggiordomo e si innamorerà della sua padrona, Anne Jamieson.

## Trama
Il pasticcione trentenne Bob Tree fatica a tenersi stretto un lavoro a causa dei numerosi pasticci che gli costano frequenti licenziamenti. Tenace e volenteroso, dopo aver provato i mestieri più disparati finirà del tutto casualmente a prendere parte ad uno pseudo-corso formativo per diventare maggiordomo. La perseveranza con cui porterà avanti il corso, di soli cinque giorni, lo condurrà a ottenere presto un posto nella sfarzosa villa di Anne Jamieson, una donna di mezza età che vive solo per il proprio lavoro. Anne ha due figli avuti per mezzo della fecondazione in vitro, giacché molto sola e indaffarata temeva di non riuscire a coltivare neppure una relazione sentimentale; il problema più grande è che i piccoli Tess e Bates non hanno conosciuto altro dalla loro madre all'infuori dell'abbandono, e per questo motivo, specialmente Tess, ha affinato un carattere critico e indisponente, contrariamente al piccolo Bates il quale non nasconde la sua sofferenza per la lontananza della mamma. Le rocambolesche peripezie di Bob lo aiuteranno a fare una buona impressione sui piccoli di casa Jameson. Appena assunto instaura un ottimo rapporto di intesa, specialmente con Bates col quale condivide la passione per il basket, aiutandolo (anche se invano) a superare le selezioni per entrare nella squadra della scuola. Il suo fare da bonaccione un po' imbranato e la sua capacità di dispensare consigli paterni riusciranno a sciogliere anche il muro di ghiaccio innalzato da Tess, la quale soffre perché non riesce a integrarsi come vorrebbe nell'ambiente scolastico. Nel frattempo Anne è concentrata sulla sua storia con Jacques, un facoltoso uomo d'affari francese che non sopporta i bambini. Il periodo di permanenza di Bob nella famiglia Jameson smantellerà le vecchie e fredde abitudini affettive di Anne nei confronti dei figli riuscendo a farle vedere, da una diversa prospettiva, cosa i suoi figli sono davvero, e cioè bambini dolci e talentuosi. È proprio grazie a Bob, infatti, che Anne scopre la passione di Tess per la moda e il suo grande talento come disegnatrice e stilista; ed è ancora grazie a lui che, fallita l'esperienza sportiva col basket, Bates capirà di essere bravo a fare il presentatore di eventi. Il maggiordomo riesce a tirar fuori la parte migliore di ciascuno di loro, sebbene i suoi pasticci avessero convinto Anne a licenziarlo, e così la donna, dopo una serie di sfortunati eventi e dopo aver finalmente capito che Bob vuole davvero bene ai ragazzi, gli concede una possibilità. I due scoprono di amarsi formando, finalmente, una vera famiglia.